# أردال بشكجي أوغلي
أردال بِشِكْجِي أوغلي (بالتركية: Erdal Beşikçioğlu) (و. 1970، أنقرة - )؛ ممثل تركي. تعلم في جامعة حجة تبة.

## روابط خارجية
- أردال بشكجي أوغلي على موقع IMDb (الإنجليزية)
- أردال بشكجي أوغلي على موقع قاعدة بيانات الأفلام العربية
- أردال بشكجي أوغلي على موقع ألو سيني (الفرنسية)
- أردال بشكجي أوغلي على موقع أول موفي (الإنجليزية)
- أردال بشكجي أوغلي على موقع قاعدة بيانات الأفلام السويدية (السويدية)
- أردال بشكجي أوغلي على موقع قاعدة بيانات الفيلم (الإنجليزية)
- أردال بشكجي أوغلي على موقع كينوبويسك (الروسية)